# Siemionowka (rejon buriejski)
Siemionowka (ros. Семёновка) – wieś (ros. seło) w południowo-wschodniej Rosji, terytorialnie i administracyjnie należąca do rejonu buriejskiego, w obwodzie amurskim. 
Według danych statystycznych z 2016 roku wieś Siemionowka zamieszkiwało 97 mieszkańców. 